# ميكي ساتو
ميكي ساتو (باليابانية: 佐藤美貴؛ بالكانا: さとう みき) هي ممثلة يابانية، ولدت في 15 أبريل 1980 في فوكوشيما في اليابان.